# Зирянський вугільний басейн
Зиря́нський ву́гільний басе́йн, Колимо-Індігірський вугільний басейн — розташований у РФ (іноді виділяється як Колимо-Індігірський), локалізований на північному сході Республіки Саха (Якутія) в межиріччі Індігірки і Колими, в їх середній течії.

## Характеристика
Приурочений до Зирянського і Момського прогинам, розділеним Ілінь-Тасським антиклінорієм. У межах Зирянського прогину виділяються Індігіро-Селенняхський, Мятіський і Зиряно-Силяпський вугленосні райони, а в межах Момського прогину — Момський вугленосний район. Зирянський прогин, в межах якого розташовані найбільш вивчені вугленосні райони і родовища басейну, виконаний утвореннями верх. юри, крейди і кайнозою. На морських породах верх. юри згідно залягають вугленосні відклади ниж. крейди заринської серії загальною потужністю близько 5000 м. Вони розчленовуються на ожогінську (беріас-барем), сіляпську (апт) та буоркемюську (альб) світи, складені конґломератами, пісковиками, алевролітами, аргілітами, пластами і пропластками вугілля осадового і вулканогенно-осадового генезису.
Вугілля басейну переважно кам'яне, гумусове, складене залишками вищих рослин, в яких іноді зустрічаються малопотужні лінзи сапропелево-гумусових і гумусово-сапропелевих відмін. За речовинним складом в них переважає вітриніт (60-90%), часто зустрічається інертиніт (5-40%), іноді ліптиніт (0-5%). Вгору по розрізу відмічається незначне зниження вмісту вітриніту і збільшення — інертиніту. За станом на 1 січня 1994 р. запаси вугілля басейну становлять 172 млн т. Ресурси басейну оцінюються від 50 млрд т до 102,6 млрд т.